# Russischer Rubel

Wechselkurs des Euro zum Rubel seit 2005

Der russische Rubel (russisch российский рубль rossijski rubl) ist die offizielle Währung der Russischen Föderation. Er wird inoffiziell auch in den von Russland militärisch besetzten Gebieten der Ukraine (Oblast Cherson, Oblast Saporischschja, Republik Krim, Volksrepublik Donezk und Volksrepublik Lugansk) sowie in den international nicht anerkannten abtrünnigen Republiken Abchasien und Südossetien – welche völkerrechtlich als Teil Georgiens zählen – verwendet.
Die Währung ist unterteilt in 100 Kopeken, jedoch spielen diese Münzen durch die Inflation im allgemeinen Zahlungsverkehr keine Rolle mehr. Der Name des Rubels stammt aus dem 14. Jahrhundert und bedeutet „abgehackt“, „herunterschlagen“ (russisch рубить rubit). Das Währungssymbol ist ₽ (Unicode: U+20BD) und der Währungscode (ISO 4217) ist RUB. (inoffizielle Währungssymbole sind р. r. und руб. rub.) Im Gegensatz dazu kennzeichnete der frühere Code RUR den Rubel vor seiner Neuwertung von 1998 (1 RUB = 1000 RUR).

## Geschichte

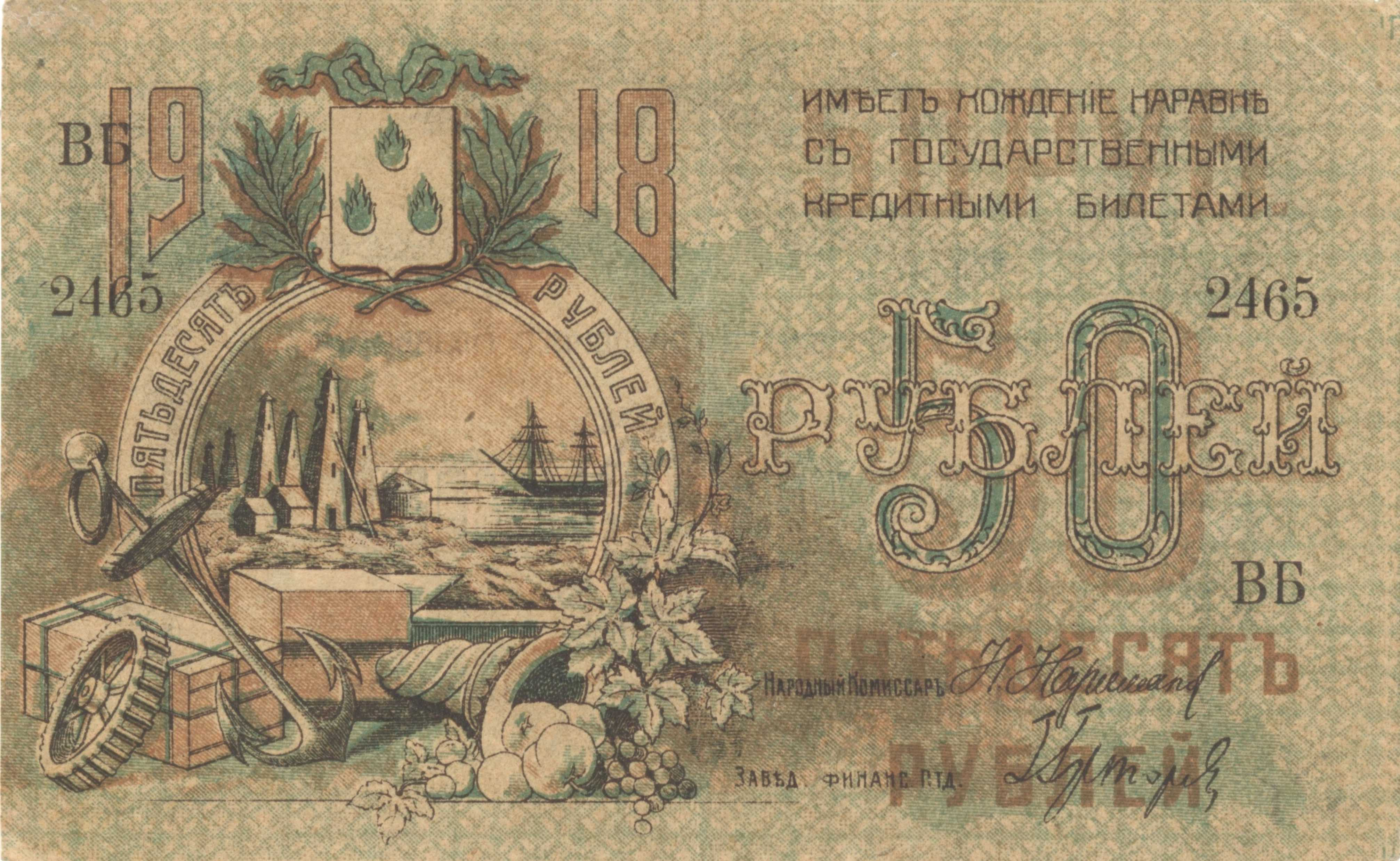
50 Rubel (Baku 1918)

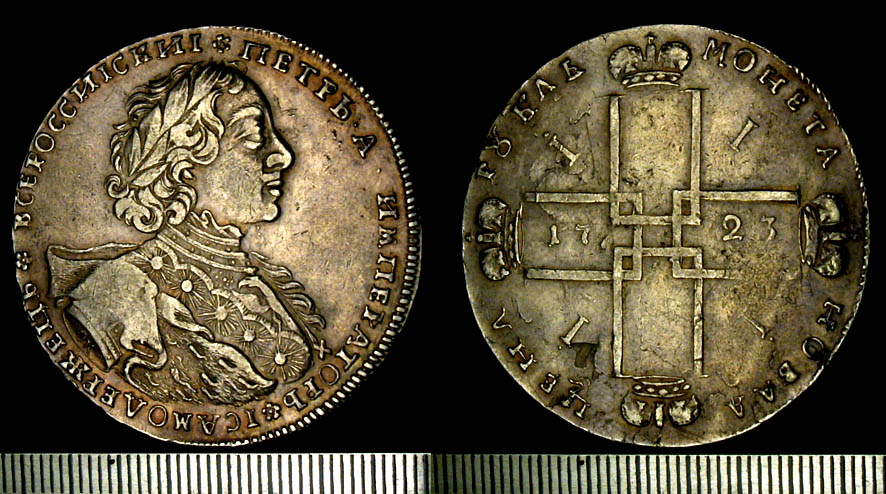
Rubel 1723

Das 2013 eingeführte Rubel-Symbol

Im 14. Jahrhundert wurde der russische Rubel erstmals in Form von Gold- und Silbermünzen eingeführt. Bis dahin verwendete man Edelmetalle in Barren als Zahlungsmittel. Um auch kleinere Beträge zahlen zu können, wurden von den Barren kleine Stücke abgebrochen. Auf diese Weise entstand der eigentliche Name der Währung. Denn „Rubel“ bedeutete so viel wie „Abschlag“.
Im 16. Jahrhundert etablierte sich der Rubel als Zahlungsmittel in ganz Russland. Das Zarentum Russlands begann im 17. Jahrhundert eine systematische Prägung von Silberrubel und Silberkopeken. Auf den neuen Münzen war das Porträt des russischen Zaren zu erkennen. Auch im 18. Jahrhundert wurden Porträts der russischen Kaiser und Kaiserinnen auf den Münzen verwendet. Während dieser Zeit wurden kleinere Stückelungen der Münzen auf Gold geprägt. Signifikante Veränderungen im Design wurden Anfang des 19. Jahrhunderts vorgenommen.

### 20. Jahrhundert
Zur Zeit der Russischen Revolution wurde ab 1917 durch große Mengen von Papiergeld eine Hyperinflation verursacht. In der Sowjetunion gab es in den 1920er Jahren wieder eine neue, stabilisierte Währung mit dem Namen „Rubel“, die teilweise mit Gold-, Silber- und Billonmünzen im Umlauf hinterlegt war. Ab dem Zweiten Weltkrieg kam es erneut zu einer Inflation. 1947 und 1961 erfolgten Reformen.
Nach dem Zerfall der Sowjetunion 1991 lehnten die meisten ehemaligen Unionsrepubliken den Sowjetischen Rubel als Zahlungsmittel ab und wollten eine eigene Währung einführen. Seither existieren verschiedene Nachfolgewährungen wie der russische Rubel, der belarussische und der transnistrische Rubel. Es gab verschiedene gescheiterte Versuche von Währungsunionen.
Die russische Zentralbank druckte 1992 neue Banknoten mit dem Motiv der russischen Flagge und der russischen Zentralbank anstelle einer Landesbezeichnung. Noch im selben Jahr begann die Privatisierung des Staatseigentums. Über 70 % der Geschäfte, Restaurants, Cafés und Werkstätten wurden an Privatpersonen verkauft; sie standen nun nicht mehr unter staatlicher Führung. Nach der Liberalisierung des Handels und der Freigabe der Preise begann eine Hyperinflation (1992 verzwanzigfachten sich die Preise durchschnittlich, die Inflationsrate betrug also rund 2000 %). In den Folgejahren betrug die Inflationsrate zwischen 100 % und 500 %. Das Realeinkommen der Bevölkerung sank drastisch, einige Teile der Bevölkerung verarmten.
1995 befand sich die russische Wirtschaft in einem Zustand akuter Stagflation. Der Produktionsrückgang stoppte zum ersten Mal seit 1991, das Bruttoinlandsprodukt (BIP) stagnierte, die Preise stiegen jedoch massiv weiter. In dieser Zeit erfolgte eine starke Aufwertung des russischen Rubel, die vor allem durch die hohen Exporte und Direktinvestitionen in die Rohstoffindustrie getrieben wurde.
In den folgenden Jahren erholte sich die russische Volkswirtschaft durch den ansteigenden Rohstoffhandel. Die Inflationsraten sanken deutlich und das BIP wuchs jährlich.
Am 1. Januar 1998 wurde aus 1000 alten Rubel 1 neuer Rubel – der russische Staat „strich drei Nullen“. Jelzin sagte, dieser Erlass ziehe einen endgültigen Schlussstrich unter die Epoche der hohen Inflation; außerdem werde der Zahlungsverkehr dadurch leichter. Die Zentralbank richtete ein Sorgentelefon für Bürger ein.
In dieser Zeit galt die Wirtschaftspolitik als erfolgreich. Die Inflationsraten waren niedrig, der Wechselkurs gegenüber den Weltwährungen stabil und die Zinssätze rückläufig.

### Rubelkrise 1998
1998 und 1999 gab es in Russland die Rubelkrise. Im Zuge der asiatischen Finanzkrise ging die Nachfrage nach Rohöl und Nichtmetallen zeitweise zurück bzw. deren Preise sanken. Ein Teil der Anleger (z. B. russische und asiatische) verkaufte ihre Investments. Der Kurs der staatlichen Schuldverschreibungen sank; der Wechselkurs des Rubel ebenfalls. Die Zentralbank reagierte darauf mit drastischen Erhöhungen des Leitzinses (am 27. Mai 1998 für einige Tage auf 150 %), um den Kursrutsch zu stoppen. Am 17. August 1998, wenige Stunden nachdem der russische Präsident versichert hatte, dass es keine Abwertung des Rubel geben werde, kündigte die Zentralbank eine Abwertung des Rubels um 53 % an. In diesem Zusammenhang wurde der Devisenmarkt eingeschränkt und ein Drei-Monate-Moratorium für die Bedienung fälliger Auslandsforderungen gegenüber russischen Privatschuldnern erlassen. Der Staat erklärte sich für vorübergehend zahlungsunfähig. Die Veröffentlichung verschiedener Wirtschaftskonzepte zur Rettung des Rubels, wie die Verstaatlichung der Geschäftsbanken, trug zum Kursverfall des Rubels bei. Im Zuge dieser Finanzkrise stieg die Inflationsrate auf 85 %, viele Banken gingen in die Insolvenz und der Anteil der Armen stieg deutlich.
Trotz starker wirtschaftlicher Probleme erfuhr die Volkswirtschaft zur Jahrtausendwende ab 1999 eine Trendwende. Gründe dafür waren in erster Linie die gestiegenen Weltmarktpreise für Rohöl, Erdgas und Metalle in Verbindung mit der Abwertung des Rubels und der Senkung der Reallöhne. Dadurch erlangte Russland einen großen Kostenvorteil. Aufgrund fiskalpolitischer Entscheidungen konnte die Inflationsrate im Jahr 2000 auf 21 % gesenkt werden. Das Wirtschaftswachstum stieg jährlich und Russland erholte sich relativ schnell. Aufgrund der Abhängigkeit der russischen Wirtschaft hinsichtlich der Ölgewinne wurde im Jahre 2004 der „Russian Oil Stabilization Fund“ gegründet. Dieser sollte zum einen der hohen Volatilität der Ölpreise und zum anderen den Gefahren eines steigenden realen Wechselkurses entgegenwirken. Der Fonds ist innerhalb von drei Jahren auf 84,4 Mrd. US-Dollar gewachsen. Sinkt der Budgetsaldo, so kann er zum Teil mit dem Sparguthaben ausgeglichen werden. Es muss jedoch immer eine Mindestreserve gehalten werden.

### Weltweite Finanzkrise 2007/2008
Die weltweite Finanzkrise 2008 traf den russischen Staat verzögert. Durch die global verlangsamte Wirtschaft brachen die Rohstoffpreise ein, was vor allem Russland traf. Als die US-Börsen abstürzten, ließen sich internationale Investoren ihre Anteile in Russland, die etwa den halben russischen Börsenmarkt ausmachen, auszahlen. Nachdem die Kurse der russischen Aktien um 20 % gesunken waren, kam es zu weiteren Kurseinbrüchen. Die russischen Ölaktien sind seitdem um 60 % gefallen. Der nominale Wechselkurs des Rubels gegenüber dem Dollar ist im August 2008 um 3,2 % und im September 2008 um 4,5 % gesunken. Er stand somit im Oktober des Jahres in einem Verhältnis von 26,2:1 zum Dollar. Der Rubel geriet unter starken Abwertungsdruck.
Das Wechselkursziel der russischen Zentralbank betrug Anfang 2008 41 Rubel gegenüber einem gewichteten Währungskorb von US-Dollar und Euro. Im Laufe des Jahres schwankte dieser noch um 30 Rubel.
Die Zentralbank war dadurch zu beträchtlichen Stützungskäufen gezwungen. Jedoch mit Erfolg, denn der Abwertungsdruck auf den Rubel schwächte sich ab. Die Regierung war in der Lage, den Rubel zu halten und einen Ausbruch von Bankkollapsen vorzubeugen. Sie konnte jedoch nicht den Aktienmarkt stabilisieren.

### Ereignisse nach der Finanzkrise
2013 wurde in Russland eine Abstimmung für ein Rubel-Symbol ausgeschrieben. Aus fünf Vorschlägen setzte sich das Zeichen durch, bei dem das kyrillische „R“ (aussehend wie ein lateinisches „P“) mit einem waagerechten Strich versehen ist. Ende 2013 besaß die russische Zentralbank Fremdwährungen im Wert von damals über 500 Mrd. US-Dollar; Ende 2014 hatte sie noch Fremdwährungen im Wert von etwa 400 Mrd. US-Dollar.
Im Jahr 2014 machten sich die Wirtschaftssanktionen, die die USA, Japan, Australien und die EU im Zuge der völkerrechtswidrigen Annexion der Krim durch Russland sowie dem russischen Krieg in der Ukraine seit 2014 verhängt hatten, sowie der Ölpreisverfall auf den Finanzmärkten bemerkbar. Der Rubelkurs sank 2014 in Relation zu allen Leitwährungen stark. So wurde am 16. Dezember erstmals kurzzeitig der Wechselkurs von 100 Rubel für einen Euro überschritten, obwohl die Zentralbank den Leitzins zuvor von 10,5 auf 17 % erhöht hatte.
Putin thematisierte den Rubelkurs bzw. -verfall in seiner jährlichen Rede zur Lage der Nation am 4. Dezember 2014. Hierbei erklärte er, dass die Währung bei fallenden Ölpreisen noch weiter an Wert verlieren könne.
Im Jahr 2014 hatte der Rubel etwa 60 % seines Außenwertes verloren; die Furcht vor weiterer Geldentwertung trieb viele Russen zur Flucht in Sachwerte. Der russische Wirtschaftsminister Alexei Uljukajew äußerte sich deutlich anders als Putin; er nannte verschleppte Reformen und Nicht-Handeln als Ursachen.
Laut Angaben der russischen Regierung betrug die Inflationsrate 2014 über 10 %, sie war damit so hoch wie seit 2009 nicht mehr. Am 30. November 2015 bezifferte die Bank ihren Fremdwährungsbestand auf etwa 365 Mrd. US-Dollar.

### Überfall Russlands auf die Ukraine 2022
Am 24. Februar 2022 begann Russland auf Befehl des russischen Präsidenten Putin den Überfall auf die Ukraine. Westliche Länder und Institutionen verhängten Sanktionen; unter anderem kann Russland SWIFT nur noch eingeschränkt nutzen, des Weiteren sind große Teile der Devisenreserven der russischen Zentralbank auf den internationalen Märkten gesperrt. Der Wechselkurs des Rubels fiel vom 27. auf den 28. Februar um 42 %. Die Russische Zentralbank kündigte am 28. Februar an, den Leitzins von 9,5 auf 20 Prozent zu erhöhen. Die Zentralbank teilte zudem mit, dass man zu weiteren Anhebungen bereit sei. Mit dieser und anderen außergewöhnlichen Maßnahmen versuchte Russland am gleichen Tag, dem Verfall des Rubels entgegenzuwirken und seine Finanzmärkte zu beruhigen.
Infolge der Sanktionen kündigte Wladimir Putin am 23. März 2022 an, den Verkauf von russischem Erdgas an „unfreundliche Staaten“ (auf der Liste stehen u. a. die EU-Staaten, die Vereinigten Staaten, das Vereinigte Königreich und Kanada) nur noch gegen Bezahlung in Rubel zu erlauben. Die Ankündigung löste einen Kursanstieg des Rubels aus. Am 28. März kamen G7-Energieminister in einer virtuellen Besprechung zu dem Entschluss der Forderung Putins mit Verweis auf die bestehenden Verträge nicht folgen zu wollen. Das bestätigte der deutsche Bundeswirtschafts- und Klimaschutzminister Robert Habeck als Vertreter Deutschlands, das derzeit den Vorsitz der G7 innehat.

## Geldpolitik

### Russische Zentralbank
Die Zentralbank der Russischen Föderation wurde 1990 auf der Grundlage der russischen Staatsbank der UdSSR gegründet. Als die Gemeinschaft Unabhängiger Staaten im November 1991 entstand, erklärte die sowjetische Regierung die Zentralbank zum einzigen Organ der staatlichen Geld- und Devisenverordnung. Ihre Hauptaufgabe ist, die Stabilität des Finanzsystems zu wahren und somit solide Voraussetzungen für ein nachhaltiges Wirtschaftswachstum zu schaffen.

### Der Währungskorb
Seit dem Jahr 2005 ist die russische Zentralbank dazu übergegangen, den Kurs des Rubels an einen Währungskorb bestehend aus US-Dollar und Euro zu binden. Durch dieses System soll die russische Wirtschaft vor allzu abrupten Wechselkursschwankungen geschützt werden. Innerhalb dieses Währungskorbs bekommt der Euro eine Gewichtung von 45 % und der Dollar 55 %. Der Rubel wertet also auf, wenn Euro und Dollar gegenüber anderen Währungen wie Pfund, Schweizer Franken und japanischem Yen an Wert gewinnen. Außerdem profitiert der Rubel, wenn der US-Dollar gegenüber dem Euro aufwertet, da dem US-Dollar eine höhere Gewichtung zukommt. Besonderen Einfluss auf den Kurs haben die Öl- und Gaspreise, da Russlands Wirtschaft vom Rohstoffhandel geprägt wird.

### Russischer Rubel in der internationalen Währungshierarchie
Der russische Rubel nimmt in der internationalen Währungshierarchie die Stellung einer Weichwährung ein. Das bedeutet, dass die Währung im In- und Ausland nicht unbegrenzt umtauschbar ist und aufgrund der Wirtschaftspolitik auch wenig Vertrauen im betreffenden Land genießt. Weiterhin haben sie gegenüber harten Währungen einen höheren Zins auf Vermögenseigentum. Ein Grund hierfür ist der Risikoaufschlag, der dem regulären Zins zugerechnet wird. Aus diesem Grund ist auch der US-Dollar die beliebteste Währung in Russland, jedoch nimmt auch der Anteil des Euro am Devisenhandel der Wechselstuben zu.
| Jahr                                            |              | Tiefstwert ↓ | Tiefstwert ↓  |          | Höchstwert ↑ | Höchstwert ↑ |  | Durchschnitt |
| Jahr                                            | Datum        | Kurs         | Datum         | Kurs     | Kurs         |              |  |              |
| ----------------------------------------------- | ------------ | ------------ | ------------- | -------- | ------------ | ------------ |  | ------------ |
| 1998                                            | 1. Januar    | 05,9600      | 29. Dezember  | 20,9900  | 09,7945      |              |  |              |
| 1999                                            | 1. Januar    | 20,6500      | 29. Dezember  | 27,0000  | 24,6489      |              |  |              |
| 2000                                            | 6. Januar    | 26,9000      | 23. Februar   | 28,8700  | 28,1287      |              |  |              |
| 2001                                            | 4. Januar    | 28,1600      | 18. Dezember  | 30,3000  | 29,1753      |              |  |              |
| 2002                                            | 1. Januar    | 30,1372      | 7. Dezember   | 31,8600  | 31,3608      |              |  |              |
| 2003                                            | 20. Dezember | 29,2450      | 9. Januar     | 31,8846  | 30,6719      |              |  |              |
| 2004                                            | 30. Dezember | 27,7487      | 1. Januar     | 29,4545  | 28,8080      |              |  |              |
| 2005                                            | 18. März     | 27,4611      | 6. Dezember   | 28,9978  | 27,1910      |              |  |              |
| 2006                                            | 6. Dezember  | 26,1840      | 12. Januar    | 28,4834  | 27,1355      |              |  |              |
| 2007                                            | 24. November | 24,2649      | 13. Januar    | 26,5770  | 25,5808      |              |  |              |
| 2008                                            | 16. Juli     | 23,1255      | 31. Dezember  | 29,3804  | 24,8529      |              |  |              |
| 2009                                            | 13. November | 28,6701      | 19. Februar   | 36,4267  | 31,7403      |              |  |              |
| 2010                                            | 16. April    | 28,9310      | 8. Juni       | 31,7798  | 30,3679      |              |  |              |
| 2011                                            | 6. Mai       | 27,2625      | 5. Oktober    | 32,6799  | 29,3823      |              |  |              |
| 2012                                            | 28. März     | 28,9468      | 5. Juni       | 34,0395  | 31,0661      |              |  |              |
| 2013                                            | 5. Februar   | 29,9251      | 5. September  | 33,4656  | 31,9063      |              |  |              |
| 2014                                            | 1. Januar    | 32,6587      | 18. Dezember  | 67,7851  | 38,6025      |              |  |              |
| 2015                                            | 20. Mai      | 49,1777      | 31. Dezember  | 72,8827  | 61,3194      |              |  |              |
| 2016                                            | 30. Dezember | 60,2730      | 22. Januar    | 83,5913  | 66,8335      |              |  |              |
| 2017                                            | 26. April    | 55,8453      | 4. August     | 60,7503  | 58,3010      |              |  |              |
| 2018                                            | 28. Februar  | 55,6717      | 12. September | 69,9744  | n. a.        |              |  |              |
| 2019                                            | 22. März     | 63,7420      | 15. Januar    | 67,1920  | n. a.        |              |  |              |
| 2020                                            | 14. Januar   | 60,9474      | 24. März      | 80,8815  | n. a.        |              |  |              |
| 2021                                            | 27. Oktober  | 69,5526      | 8. April      | 77,7730  | n. a.        |              |  |              |
| 2022                                            | 30. Juni     | 51,1580      | 11. März      | 120,3785 | n. a.        |              |  |              |
| 2023                                            | 14. Januar   | 67,5744      | 15. August    | 101,0399 | n. a.        |              |  |              |
| Quelle: USD-Wechselkurse in RUB, Bank of Russia |              |              |               |          |              |              |  |              |

| Jahr                                            |              | Tiefstwert ↓ | Tiefstwert ↓  |          | Höchstwert ↑ | Höchstwert ↑ |  | Durchschnitt |
| Jahr                                            | Datum        | Kurs         | Datum         | Kurs     | Kurs         |              |  |              |
| ----------------------------------------------- | ------------ | ------------ | ------------- | -------- | ------------ | ------------ |  | ------------ |
| 1999                                            | 1. Januar    | 24,0900      | 19. Oktober   | 28,1700  | 26,2435      |              |  |              |
| 2000                                            | 27. Oktober  | 23,0700      | 13. Januar    | 29,8500  | 25,9922      |              |  |              |
| 2001                                            | 7. Juli      | 24,3900      | 20. Dezember  | 27,3200  | 26,1296      |              |  |              |
| 2002                                            | 2. Februar   | 26,2981      | 31. Dezember  | 33,1098  | 29,6900      |              |  |              |
| 2003                                            | 27. August   | 32,9538      | 31. Dezember  | 36,8240  | 34,6817      |              |  |              |
| 2004                                            | 15. April    | 34,1175      | 30. Dezember  | 37,8409  | 35,8173      |              |  |              |
| 2005                                            | 18. November | 33,6810      | 1. Januar     | 37,8409  | 35,1636      |              |  |              |
| 2006                                            | 1. März      | 33,3291      | 8. Dezember   | 34,8847  | 34,1144      |              |  |              |
| 2007                                            | 14. Februar  | 34,2649      | 24. November  | 36,1498  | 35,0297      |              |  |              |
| 2008                                            | 28. Oktober  | 34,0844      | 30. Dezember  | 41,6294  | 36,4466      |              |  |              |
| 2009                                            | 12. Januar   | 41,1311      | 5. Februar    | 46,8392  | 44,1987      |              |  |              |
| 2010                                            | 20. Mai      | 37,4206      | 1. Januar     | 43,4605  | 40,2157      |              |  |              |
| 2011                                            | 4. März      | 39,2752      | 28. September | 43,6357  | 40,9038      |              |  |              |
| 2012                                            | 17. März     | 38,4117      | 5. Juni       | 42,2464  | 39,9083      |              |  |              |
| 2013                                            | 11. Januar   | 39,6385      | 19. Dezember  | 45,3688  | 42,4001      |              |  |              |
| 2014                                            | 1. Januar    | 45,0559      | 18. Dezember  | 84,5890  | 50,9928      |              |  |              |
| 2015                                            | 17. April    | 52,9087      | 25. August    | 81,1533  | 67,9915      |              |  |              |
| 2016                                            | 30. Dezember | 63,0214      | 22. Januar    | 91,1814  | 73,9924      |              |  |              |
| 2017                                            | 19. April    | 59,6124      | 4. August     | 71,9527  | 66,0305      |              |  |              |
| 2018                                            | 11. Januar   | 67,8841      | 12. September | 81,3942  | n. a.        |              |  |              |
| 2019                                            | 28. Juli     | 70,3269      | 11. Januar    | 77,2105  | n. a.        |              |  |              |
| 2020                                            | 12. Januar   | 67,8162      | 3. November   | 93,7570  | n. a.        |              |  |              |
| 2021                                            | 27. Oktober  | 80,7019      | 8. April      | 92,3321  | n. a.        |              |  |              |
| 2022                                            | 1. Oktober   | 52,7379      | 11. März      | 132,9581 | n. a.        |              |  |              |
| 2023                                            | 13. Januar   | 72,7908      | 15. August    | 110,6847 | n. a.        |              |  |              |
| Quelle: EUR-Wechselkurse in RUB, Bank of Russia |              |              |               |          |              |              |  |              |

Am Jahresanfang 2009 musste man 41,2830 Rubel für einen Euro zahlen. Im Januar/Februar stieg der Preis des Euro (der Rubelkurs sank also) um über zehn Prozent; am Jahresende notierte der Rubel bei 43,4997 Rubel pro Euro
Die Kursentwicklung zum Jahresbeginn 2009 hing mit mehreren Faktoren zusammen. Zum Beispiel gab es in vielen Industrieländern eine Wirtschaftskrise (→ Tiefstände an einigen Börsen im März 2009). Der Ölpreis fiel 2009 stark: von einem Höchstpreis um 148 US-Dollar pro Barrel Öl (159 Liter) auf einen Tiefstpreis von etwa 37 US-Dollar. Russland exportiert viel Öl (und Gas, dessen Preis vom Ölpreis geprägt wird).

### Russischer Rubel in Abchasien und Südossetien
Die Regierungen von Abchasien und Südossetien (nur wenige Staaten erkennen diese Gebiete als unabhängige Länder an) haben den Rubel als offizielle Währung auf ihrem Staatsgebiet eingeführt. In beiden Ländern ist der Rubel das allgemein übliche und offizielle Zahlungsmittel. In Abchasien gibt die Nationalbank Abchasiens mit dem Apsar zwar noch zusätzlich eine eigene Währung heraus, deren Verbreitung sich derzeit jedoch hauptsächlich auf einige hochwertige Gedenkmünzen beschränkt.

## Ausgabeformen

### Banknoten

#### Banknoten von 1961 bis 1995

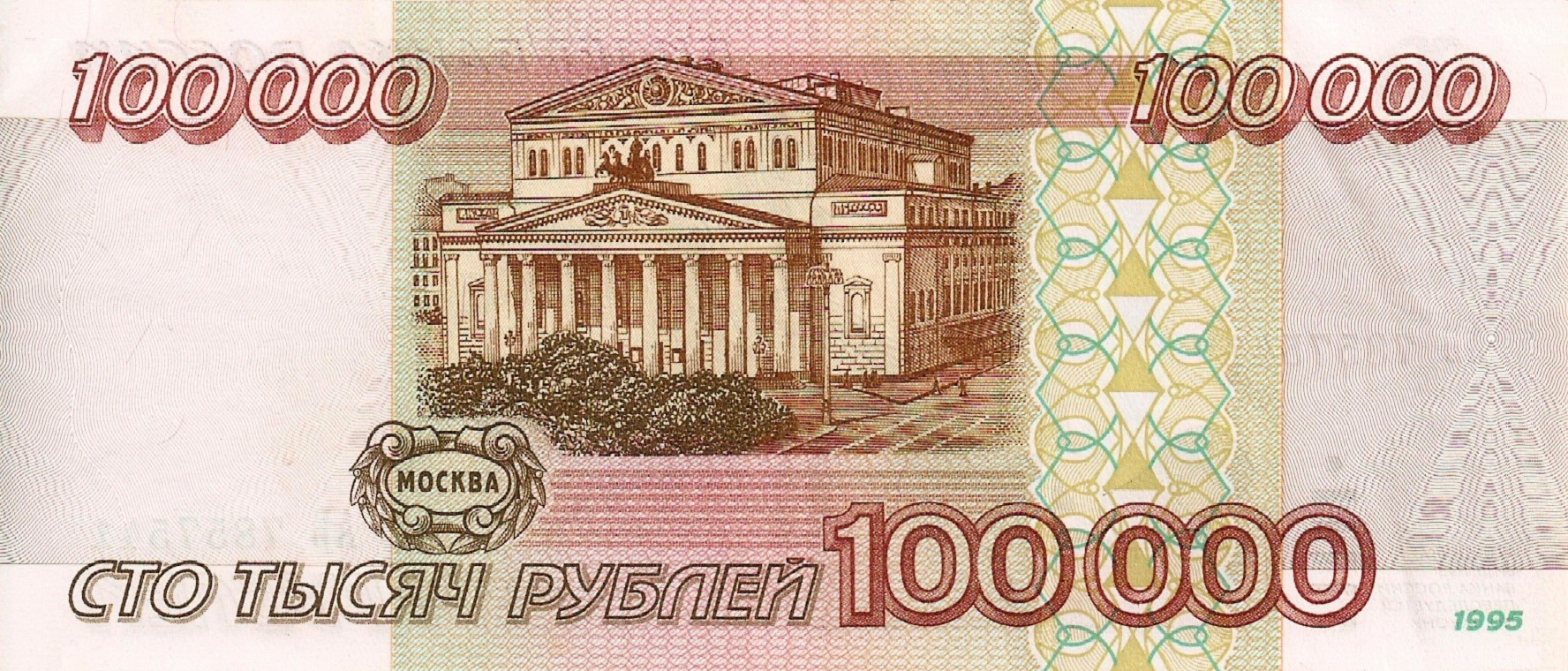
Banknote 100.000 Rubel (1995)

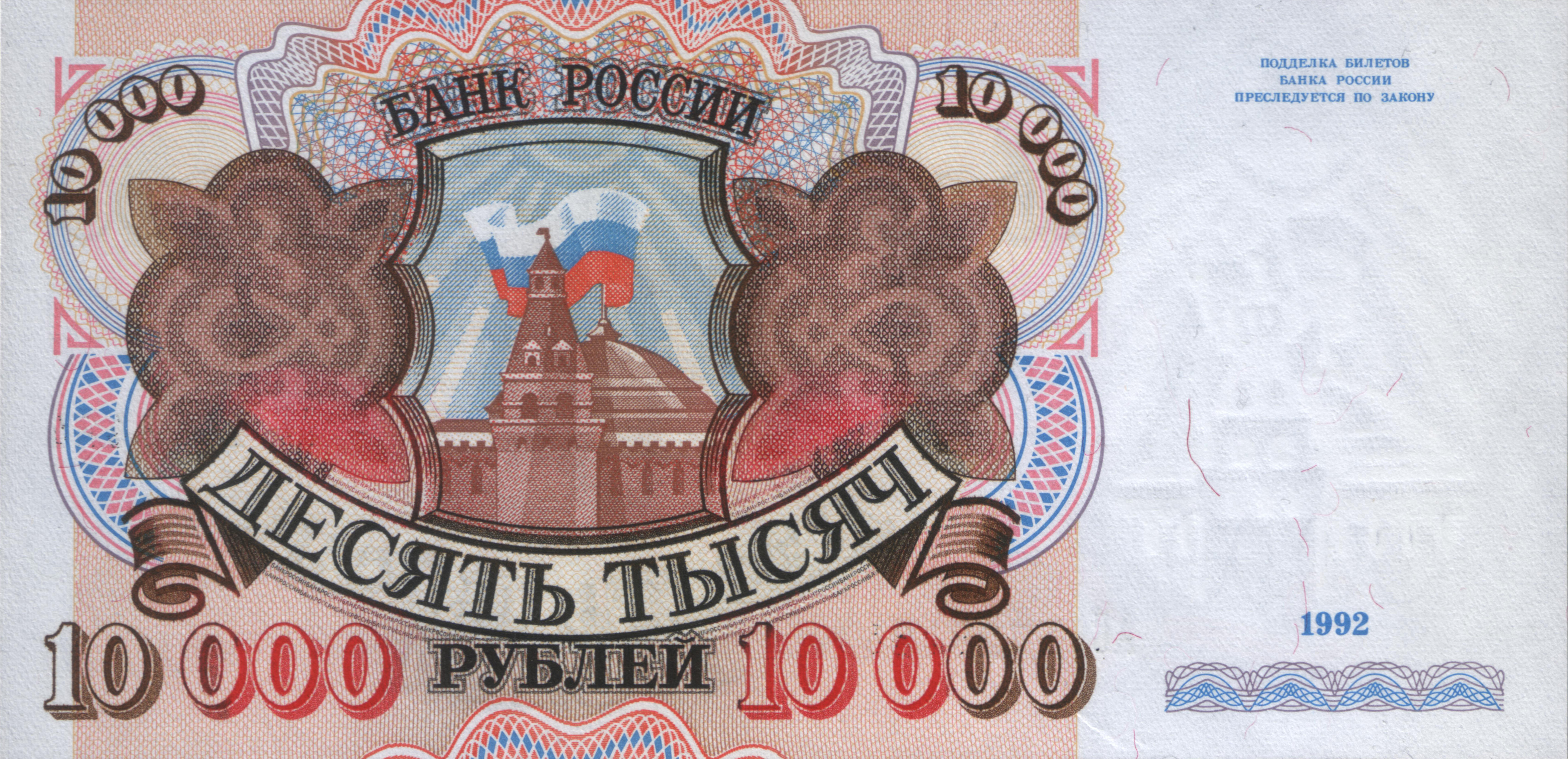
Banknote 10.000 Rubel (1992)

| Ausgabe 1961                        | Ausgabe 1991                                    | Ausgabe 1992 (GUS)                     | Ausgabe 1993–1994    | Ausgabe 1995                                |
| ----------------------------------- | ----------------------------------------------- | -------------------------------------- | -------------------- | ------------------------------------------- |
| 1 Rubel                             | 1 Rubel                                         | 50 Rubel (Lenin/Kreml)                 | 100 Rubel (Kreml)    | 1000 Rubel (Wladiwostok/Küstensicht)        |
| 3 Rubel (Moskauer Kreml)            | 3 Rubel (Moskauer Kreml)                        | 200 Rubel (Lenin/Kreml)                | 200 Rubel (Kreml)    | 5000 Rubel (Sofia Kathedrale/Nowogrod)      |
| 5 Rubel (Spasski-Turm)              | 5 Rubel (Spasski-Turm)                          | 500 Rubel (Lenin/Kreml)                | 500 Rubel (Kreml)    | 10.000 Rubel (Krasnojarsk/Damm)             |
| 10 Rubel (Lenin)                    | 10 Rubel (Lenin)                                | 1000 Rubel (Lenin/Kreml)               | 1000 Rubel (Kreml)   | 50.000 Rubel (Statue/St. Petersburg)        |
| 25 Rubel (Lenin)                    | 50 Rubel (Spasski-Turm)                         | 5000 Rubel (Kreml/Kreml)               | 5000 Rubel (Kreml)   | 100.000 Rubel (Moskau/Theater)              |
| 50 Rubel (Lenin/Großer Kremlpalast) | 100 Rubel (Lenin/Großer Kremlpalast)            | 10.000 Rubel (Kreml/Kreml)             | 5000 Rubel (Kreml)   | 500.000 Rubel (Peter der Große/Archangelsk) |
| 100 Rubel (Lenin/Wasserzugturm)     | 100 Rubel (Lenin/Wasserzugturm)                 | 10.000 Rubel (Privatisierungs-Voucher) | 10.000 Rubel (Kreml) |                                             |
|                                     | 200 Rubel (Lenin/Staatlicher Kremlpalast)       |                                        | 10.000 Rubel (1994)  |                                             |
|                                     | 500 Rubel (Lenin/Präsidium des Obersten Sowjet) |                                        | 50.000 Rubel (Kreml) |                                             |
|                                     | 1000 Rubel (Lenin/Basiliuskathdrale)            |                                        | 50.000 Rubel (Kreml) |                                             |

Quelle: Studyrussian.com

#### Banknoten seit 1997
Aktuell gültige Banknoten wurden mit jeweils erweiterten Sicherheitsmerkmalen in den Serien von 1997, 2001, 2004, 2010 und 2017 aufgelegt. Auf den aktuell gültigen Banknoten, mit Ausnahme der 200- und 2000-Rubel-Noten, ist auf der Rückseite rechts unten das Jahr 1997 aufgedruckt, in dem die erste Serie herausgegeben wurde. In Mikroschrift am linken Bildrand der Vorderseite ist das „Modifikationsjahr“ zu lesen, aus dem das Design der Banknote stammt.
Die Serie 1997 wurde zum 1. Januar 1998 eingeführt (Nominalwerte: 5, 10, 50, 100 und 500 Rubel). Alle Banknoten von 10 bis 500 Rubel haben dasselbe Format, der 5-Rubel-Schein ist etwas kleinformatiger, die Scheine zu 1000 Rubel bis zu 5000 Rubel sind etwas größer als die übrigen Scheine.
In der Ausgabe von 2001 wurde auf den Schein zu 5 Rubel verzichtet. Der im Alltag häufig verwendete Schein musste deshalb zu oft ersetzt werden.
Die Serie von 2004 entspricht, mit Ausnahme der neuen Sicherheitsmerkmale, der Auflage von 2001.
Die seit 2009 nicht mehr aufgelegten Scheine zu 5 und 10 Rubel gelten im Zahlungsverkehr weiterhin (Stand: 3. März 2021).
In der Ausgabe von 2010 wurden lediglich die Banknoten zu 500, 1000 sowie 5000 Rubel erneuert.
Seit 2012 werden keine neuen 10-Rubel-Scheine mehr in Umlauf gebracht.
2017 wurden erstmals 200- und 2000-Rubel-Noten ausgegeben. Das Format des Scheins für 200 Rubel ist dasselbe, wie das der 10- bis 500-Rubel-Scheine. Der Schein zu 2000 Rubel wiederum ist in der Größe mit den Scheinen zu 1000 und 5000 Rubel identisch.
| Nennwert   | Vorderseite            | Rückseite            | Motiv | Format und Farbe          | Ausgabeserie                                          |
| ---------- | ---------------------- | -------------------- | --- | ------------------------- | ----------------------------------------------------- |
| 5 Rubel    | Vorderseite 5 Rubel    | Rückseite 5 Rubel    | Weliki Nowgorod, Nowgoroder Kreml, Nationaldenkmal Tausend Jahre Russland                                                           | 137 mm × 61 mm Grün       | 1997 (durch Münze ersetzt)                            |
| 10 Rubel   | Vorderseite 10 Rubel   | Rückseite 10 Rubel   | Krasnojarsk, Jenisseibrücke, Staumauer des Krasnojarsker Stausees                                                                   | 150 mm × 65 mm Gelb       | 1997, 2001, 2004 (wird seit 2009 durch Münze ersetzt) |
| 50 Rubel   | Vorderseite 50 Rubel   | Rückseite 50 Rubel   | Sankt Petersburg, Rostrasäulen am Newaufer (Vorderseite: Detail, Rückseite: Gesamtansicht), Peter-und-Paul-Festung, ehemalige Börse | 150 mm × 65 mm Dunkelblau | 1997, 2001, 2004                                      |
| 100 Rubel  | Vorderseite 100 Rubel  | Rückseite 100 Rubel  | Moskau, Bolschoi-Theater (Vorderseite: Quadriga; Rückseite: Gesamtansicht)                                                          | 150 mm × 65 mm Braun      | 1997, 2001, 2004                                      |
| 200 Rubel  | Vorderseite 200 Rubel  | Rückseite 200 Rubel  | Sewastopol, Denkmal der versenkten Schiffe (Adlersäule), Chersones                                                                  | 150 mm × 65 mm Grün       | 2017                                                  |
| 500 Rubel  | Vorderseite 500 Rubel  | Rückseite 500 Rubel  | Archangelsk, Passagierhafen an der Nördlichen Dwina, Peter der Große, Solowezki-Kloster                                             | 150 mm × 65 mm Violett    | 1997, 2001, 2004, 2010                                |
| 1000 Rubel | Vorderseite 1000 Rubel | Rückseite 1000 Rubel | Jaroslawl, Jaroslaw der Weise, Erlöser-Verklärungs-Kloster und Gedenkkapelle, Kirche Johannes des Täufers mit Glockenturm           | 157 mm × 69 mm Türkis     | 1997, 2004, 2010                                      |
| 2000 Rubel | Vorderseite 2000 Rubel | Rückseite 2000 Rubel | Russki-Brücke, Kosmodrom Wostotschny                                                                                                | 157 mm × 69 mm Blau       | 2017                                                  |
| 5000 Rubel | Vorderseite 5000 Rubel | Rückseite 5000 Rubel | Chabarowsker Amurbrücke, Nikolai Murawjow-Amurski                                                                                   | 157 mm × 69 mm Rot        | 1997, 2010                                            |

Quelle: cbr.ru

#### Sonderausgaben von Banknoten

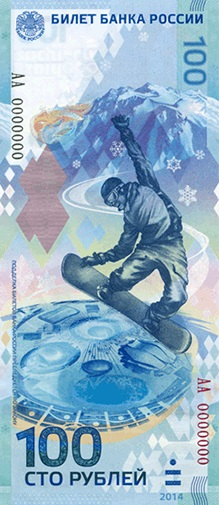
Gedenknote von 2013, Vorderseite
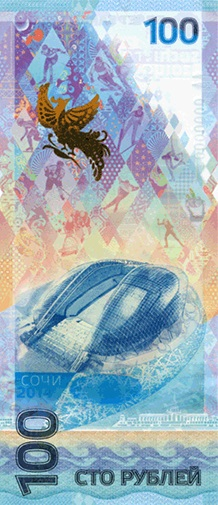
Gedenknote von 2013, Rückseite

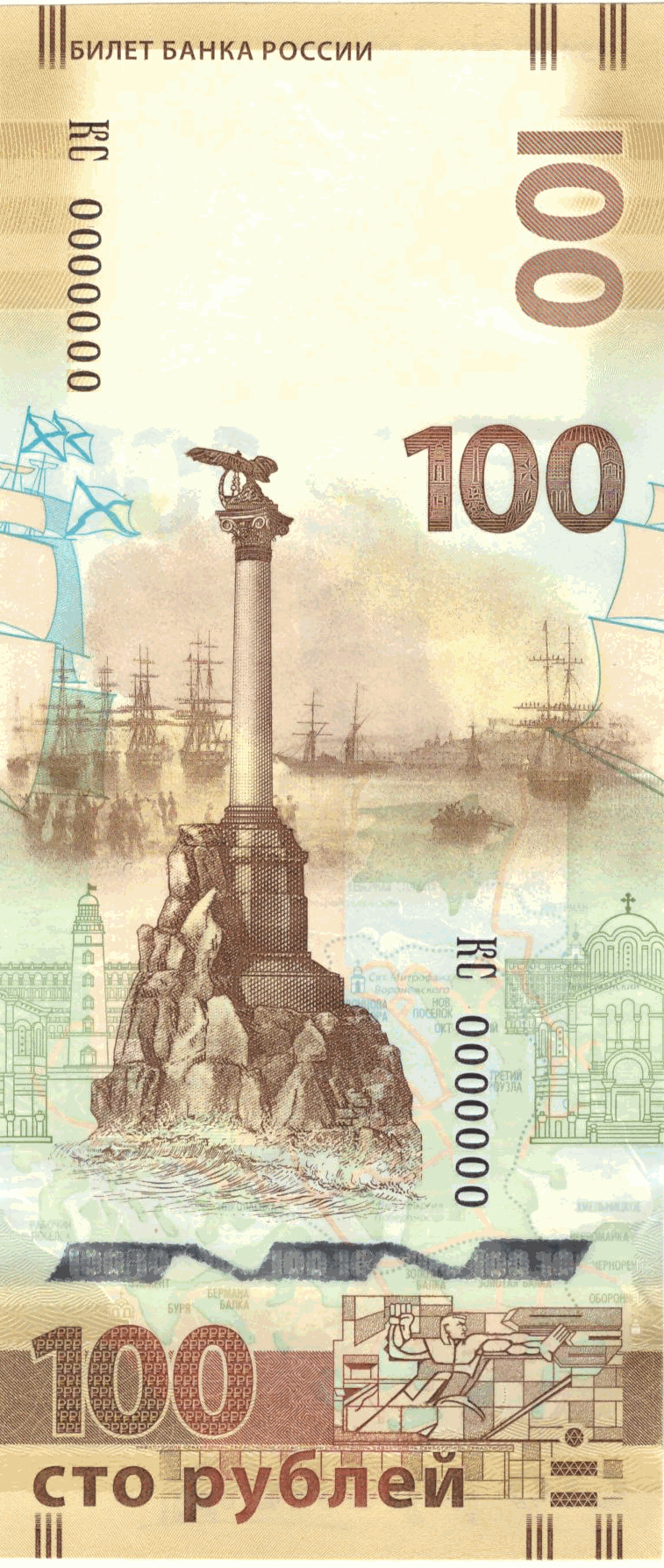
Gedenknote von 2015, Vorderseite
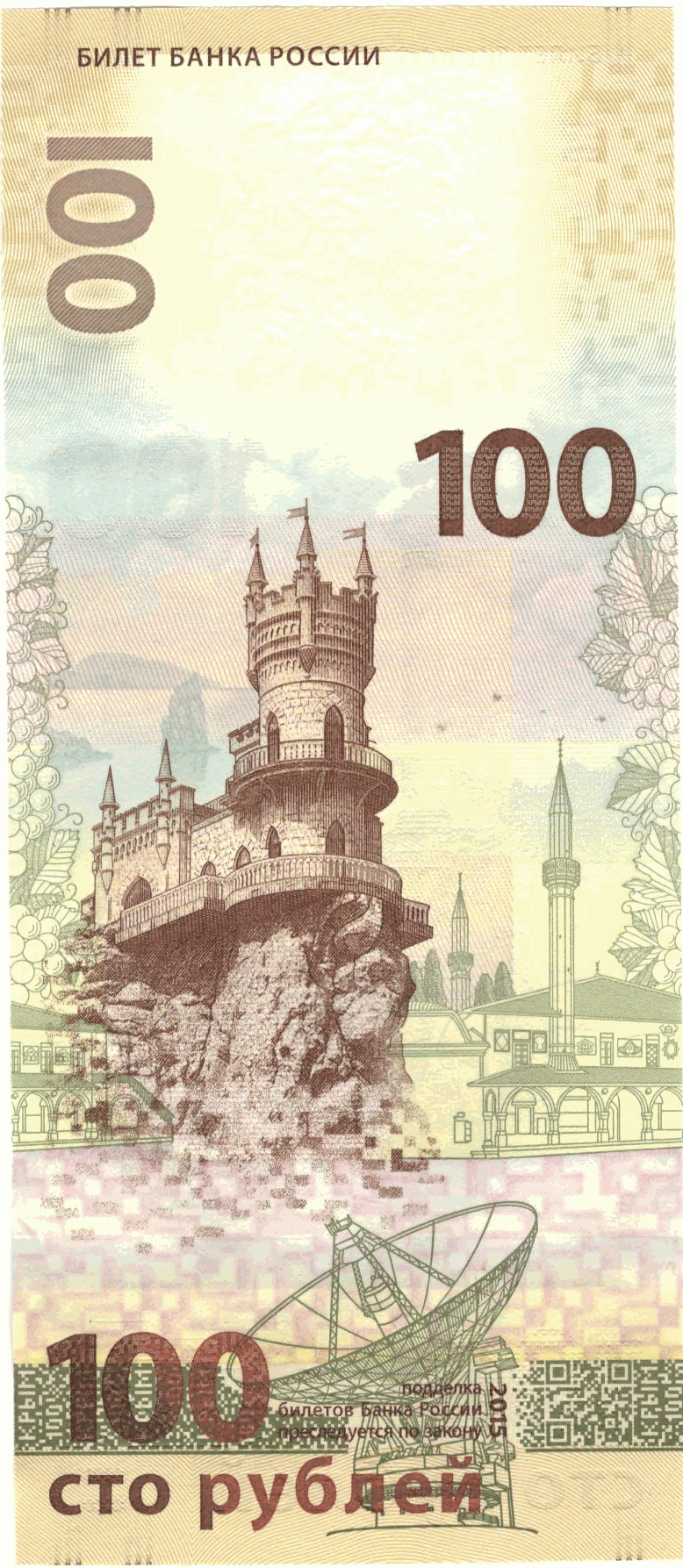
Gedenknote von 2015, Rückseite

2013 sowie 2015 und 2018 wurden 100-Rubel-Gedenknoten ausgegeben. Das Motiv von 2013 wurde anlässlich der Olympischen Winterspiele in Sotschi, in Umlauf gebracht. Die Vorderseite zeigt u. a. einen Snowboarder vor winterlichem Hintergrund sowie den zentralen Olympiapark in Sotschi. Auf der Rückseite ist neben Darstellungen verschiedener Wintersport-Disziplinen das Olympiastadion Sotschi abgebildet.
Die Motive der Banknote von 2015, die in einer Auflage von 20 Millionen verbreitet wurde, sind, wie schon die 10-Rubel-Sondermünze von 2014, den jüngsten russischen Föderationssubjekten, der Republik Krim sowie der Stadt Sewastopol gewidmet. Ihre Vorderseite zeigt Darstellungen der „Krim-Eroberin“ Katharina der Großen, des Gemäldes „Das Russische Geschwader auf Reede vor Sewastopol“ von Iwan Aiwasowski, der Adler-Säule, die Rückseite mit dem „Schwalbennest“, dem Khanpalast von Bachtschyssaraj, dem Radioteleskops RT-70 in Jewpatorija und der Wladimirkathedrale, die der russische Admiral Michail Lasarew in Sewastopol bauen ließ, Bauwerke auf der Krim.
Das Motiv der Banknote von 2018 ist der Fußball-Weltmeisterschaft 2018 in Russland gewidmet. Auf der Vorderseite ist ein Junge mit Fußball sowie der Torwart Lew Jaschin, wie er nach einem Ball hechtet, abgebildet. Die Rückseite zeigt die stilisierte russische Flagge mit Silhouetten athletischer Fans und eine Karte der Russischen Föderation sowie die Namen der russischen Städte, die Playoff-Spiele veranstalten (Jekaterinburg, Kaliningrad, Kasan, Moskau, Nischni Nowgorod, Rostow am Don, Samara, Sankt Petersburg, Saransk, Sotschi, Wolgograd).
Im Jahr 2023 stellte die russische Zentralbank einen neuen 1000-Rubel-Schein vor, der eine Kirche ohne Kreuz und den Sujumbike-Turm mit einer Mondsichel zeigte. Die Gebäude aus der Republik Tatarstan gelten als Symbole für das Zusammenleben von Christen und Muslimen. Nach Protesten der russisch-orthodoxen Kirche wurde die Ausgabe gestoppt, bevor die Scheine in Umlauf gebracht wurden.

#### Sicherheitsmerkmale der Banknoten

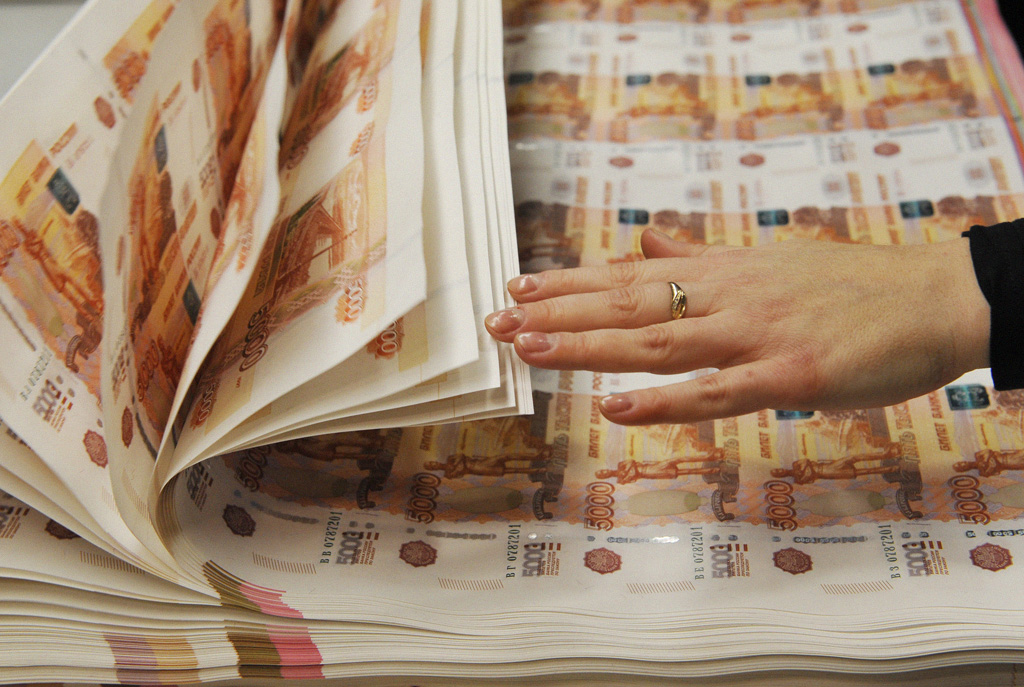
Banknotenherstellung in Perm, 2011

Auf den beiden weißen Flächen der Banknote befinden sich Wasserzeichen. Eine einfarbige Abbildung auf der Frontseite ändert die Farbe in bunte Streifen, wenn man den Schein schräg hält. Hält man den Schein in einem 90°-Winkel unter reflektierendes Licht, kann man auf dem geschwungenen Streifen die Buchstaben „PP“ erkennen. Je nach Winkel verändern sich ihre Graustufen. Ein weiteres Sicherheitsmerkmal ist der metallische Plastikfaden, der in das Papier eingelassen ist. Hält man die Banknote gegen das Licht, so erscheint der silberne Streifen als schwarze durchgehende Linie. Unter einer Lupe kann man auf der Kehrseite des Scheins eine äußerst kleine Schrift erkennen, die aus der sich wiederholenden Wertangabe besteht. Rote, hellgrüne und zweifarbige Fäden sind auf der Banknote durchgehend integriert. Die zweifarbigen Fäden scheinen violett, aber unter starker Vergrößerung kann man rote und blaue Teile entdecken. Menschen mit eingeschränkten Sehvermögen können die Schriftzeichen „Билет Банка России“ (Bilet Banka Rossii) und die Zahl ertasten. Diese sind auf dem Schein hervorgehoben.
Ab dem 100-Rubel-Schein gibt es ein zusätzliches Feld auf der Frontseite, das seine Farbe ändert, wenn man es schräg hält. Weiterhin ist ab einem Notenwert von 100 Rubeln der Wert des Scheins mit Löchern in das Papier gestanzt. Hält man den Schein gegen das Licht, werden die Löcher sichtbar. Auf dem 500-Rubel-Schein erkennt man oben links ein Emblem der Zentralbank Russlands. Hält man den Schein gegen das Licht, ändert es die Farbe von Rot-Orange in Gelb-Grün. Auf den Frontseiten der 1000er- und 5000er-Noten sieht man zusätzlich die Stadtwappen von Jaroslawl bzw. von Chabarowsk. Bei Lichteinfall ändert sich deren Farbe von Lila in Olivgrün.
Darüber hinaus sind alle Rubelnoten maschinenlesbar und mit entsprechenden Sicherheitsmerkmalen versehen.
Alle Banknoten werden auf spezielles Papier gedruckt. Dieses besteht meist aus Linters, den nicht spinnbaren Fasern der Baumwolle. So übersteht die Banknote einen versehentlichen Waschgang und gibt ein ganz besonderes Papiergefühl.

### Münzen

#### Kursmünzen
| Münzwert   | Bild       | Material                                                                        | Gewicht                 | Durchmesser | Dicke   | Rand                                                   | Ausgabe                                      |
| ---------- | ---------- | ------------------------------------------------------------------------------- | ----------------------- | ----------- | ------- | ------------------------------------------------------ | -------------------------------------------- |
| 1 Kopeke   | 1 Kopeke   | Stahl mit Kupfernickelüberzug                                                   | 1,5 g                   | 15,5 mm     | 1,25 mm | glatt                                                  | 1997 (wird seit 2008 aus dem Umlauf gezogen) |
| 5 Kopeken  | 5 Kopeken  | Stahl mit Kupfernickelüberzug                                                   | 2,6 g                   | 18,5 mm     | 1,45 mm | glatt                                                  | 1997 (wird seit 2008 aus dem Umlauf gezogen) |
| 10 Kopeken | 10 Kopeken | Messing; ab 2006: Stahl mit Kupfer-Zink-Überzug                                 | 1,95 g 1,85 g (ab 2006) | 17,5 mm     | 1,25 mm | geriffelt (98 Riffel); ab 2006: glatt                  | 1997                                         |
| 50 Kopeken | 50 Kopeken | Messing; ab 2006: Stahl mit Kupfer-Zink-Überzug                                 | 2,90 g 2,75 g (ab 2006) | 19,5 mm     | 1,50 mm | geriffelt (105 Riffel); ab 2006: glatt                 | 1997                                         |
| 1 Rubel    | 1 Rubel    | Kupfernickel; ab 2009 Stahl-Nickel, galvanisiert                                | 3,25 g 3,0 g (ab 2009)  | 20,5 mm     | 1,50 mm | geriffelt (110 Riffel)                                 | 1997                                         |
| 2 Rubel    | 2 Rubel    | Kupfernickel; ab 2009 Stahl-Nickel, galvanisiert                                | 5,10 g 5,0 g (ab 2009)  | 23,0 mm     | 1,80 mm | unterbrochen geriffelt (12 × 7 Riffel)                 | 1997                                         |
| 5 Rubel    | 5 Rubel    | Bi-Metall-(Kupfer-Nickel-Kupfer verkleidet); ab 2009 Stahl-Nickel, galvanisiert | 6,45 g 6,0 g (ab 2009)  | 25,0 mm     | 1,80 mm | unterbrochen geriffelt (12 × 5 Riffel)                 | 1997                                         |
| 10 Rubel   | 10 Rubel   | Stahl mit Messingüberzug                                                        | 5,63 g                  | 22,0 mm     | 2,20 mm | unterbrochen geriffelt (6 × 7 Riffel und 6 × 5 Riffel) | 2009                                         |

Ein, fünf, zehn und fünfzig Kopeken
In der Mitte der Münze ist das Bild des heiligen Kriegers Georg auf seinem Pferd abgebildet. Es zeigt, wie er gerade eine Schlange mit dem Speer tötet. Unter dem vordersten Huf kann man die kyrillischen Buchstaben „M“ (Moskau) oder „С-П“ (Sankt Petersburg) erkennen. Auf dem oberen Teil der Kopeke ist von links nach rechts „БАНК РОССИИ“ (Bank von Russland) geschrieben. Weiterhin ist unter der Schlange das Prägejahr zu sehen.
Auf der Rückseite ist der Wert der Kopeke dargestellt, inklusive des Schriftzuges „КОПЕЙКА“ (Kopeke). An der Unterseite der Scheibe sind die stilisierten pflanzlichen Ornamenten in Form von zwei Zweigen abgebildet.
Die Münzen zu 1 und 5 Kopeken werden seit 2008 aus dem Umlauf gezogen und nur noch gelegentlich für Sammler geprägt. Der Herstellungspreis einer Münze zu 1 Kopeke lag im Jahr 2008 etwa bei 30 Kopeken. Preise werden seitdem auf Beträge zu 10 oder 50 Kopeken gerundet. Mittlerweile (2017) wird an einigen Supermarktkassen auf ganze Rubel gerundet.
Ein, zwei und fünf Rubel
Die 1-, 2- und 5-Rubel-Münzen zeigen einen Doppeladler, der über sich die Inschrift „БАНК РОССИИ“ (Bank von Russland) in einem Bogen geschrieben trägt. Unter der linken Klaue des Adlers ist der Abdruck der Prägeanstalt zu sehen. Auf dem unteren Teil der Münzen ist waagrecht die Stückelung der Münzen in Worten dargestellt, die lauten: „РУБЛЬ“ (Rubel), „ДВА РУБЛЯ“ (zwei Rubel) und „ПЯТЬ РУБЛЕЙ“ (fünf Rubel). Diese sind durch eine horizontale Linie unterstrichen, die durch einen Punkt unterbrochen ist. Auf den Unterseiten der Münzen ist das Prägejahr abgebildet. In Ausgabejahren ab 2002 steht die Beschriftung „БАНК РОССИИ“ unter dem Adler und der Wert der Münze über dem Adler. Beide sind nun in einem Bogen um den Adler geschrieben. Im Jahr 2016 wurde der Adler der Bank Rossii auf den Rubelmünzen durch den Adler des Wappens der russischen Föderation ersetzt.
Auf der anderen Seite der Rubelmünzen erkennt man die Stückelung in Worten und die Zahl 1, 2 oder 5. Weiter unten sind wieder die stilisierten pflanzlichen Ornamente in Form eines Zweiges abgebildet.
Zehn Rubel
Schon vor Einführung der 10 Rubel Kursmünze (2010) gab es bereits große Auflagen an 10-Rubel-Sondermünzen. Die neuen 10-Rubel-Münzen weisen einige Sicherheitsmerkmale auf, die eine Fälschung erschweren sollen.
In der Mitte der Münze ist das Emblem der Zentralbank von Russland (Doppeladler mit Flügeln nach unten) erkennbar. Darunter sieht man die halbrunde Inschrift „БАНК РОССИИ“ (Bank von Russland). Unter der linken Klaue des Adlers ist der Abdruck der Prägeanstalt abgebildet. Auf dem Münzrand steht ДЕСЯТЬ РУБЛЕЙ (zehn Rubel). Auf dem unteren Rand der Münze sieht man eine Linie, die durch einen Punkt unterbrochen wird.
Die andere Seite zeigt die Stückelung der Münze, die Zahl zehn, und das Wort РУБЛЕЙ (Rubel). Auf der rechten Seite ist das stilisierte pflanzliche Ornament in Form eines Zweiges. Außerdem erkennt man auf der Innenseite der Ziffer Null die versteckten Bilder der Zahl „10“ und die Inschrift „РУБ“ (RUB), je nachdem aus welchem Blickwinkel man auf die Münze schaut.